# Національна премія України імені Тараса Шевченка — лауреати 2010 року
Національні премії України імені Тараса Шевченка в галузі літератури, журналістики, мистецтва і архітектури 2010 року були присуджені Указом Президента України від 3 березня 2010 р. № 193 за поданням Комітету по Національних преміях України імені Т. Г. Шевченка. Цим же Указом Президент України Віктор Янукович зменшив розмір премії на 2010 рік зі 160 тисяч гривень до 130 тисяч гривень кожна.
На здобуття Національної премії України імені Тараса Шевченка 2010 року в секретаріат Комітету з Національної премії України імені Тараса Шевченка надійшло 51 подання.

## Список лауреатів
| Галузь                           | Лауреат | Обґрунтування |
| -------------------------------- | --- | --- |
| Література                       | Андрусяк Михайло Миколайович — публіцист                                                                        | за документально-художню трилогію про воїнів УПА «Брати грому», «Брати вогню», «Брати просторів»                                                            |
| Література                       | Іванов Дмитро Йосипович — поет                                                                                  | за книгу поезій «Село в терновому вінку» |
| Література                       | Москалець Галина Василівна (Галина Пагутяк), письменниця                                                        | за книгу прози «Слуга з Добромиля» |
| Журналістика і публіцистика      | Пахльовська Оксана Єжи-Янівна — письменниця                                                                     | за книгу публіцистики «Ave, Europa!» |
| Теорія та історія мистецтва      | Бабак Микола Пантелеймонович — автор проекту та художнього оформлення Найден Олександр Семенович — автор тексту | за монографію «Народна ікона Середньої Наддніпрянщини XVIII—XX ст. в контексті селянського культурного простору»                                            |
| Образотворче мистецтво           | Ганжа Степан Олександрович — майстер народного мистецтва                                                        | за мистецьку серію килимів |
| Образотворче мистецтво           | Ковтун Віктор Іванович — художник                                                                               | за цикл живописних робіт «Мій край — Слобожанщина» |
| Образотворче мистецтво           | Лавр Костянтин Тихонович — художник                                                                             | за ілюстрації до творів класиків вітчизняної літератури та монументальні розписи на тему українських народних казок у Київському академічному театрі ляльок |
| Концертно-виконавська діяльність | Козак Богдан Миколайович — артист                                                                               | за концертне виконання поетичних композицій «Євангеліє від Тараса» та «Думи» за творами Тараса Шевченка                                                     |
| Музичне мистецтво                | Колодуб Левко Миколайович — композитор                                                                          | за симфонію № 9 «Sensilis moderno» («Новітні відчуття»), симфонію № 10 «За ескізами юних літ», симфонію № 11 «Нові береги»                                  |